# Guitare baryton

Une guitare baryton (ou barytone, du grec "barytonos" : voix grave, en anglais baritone) est une guitare de tessiture plus grave que la guitare, et permettant un accordage plus bas d'au moins une quarte (voire une octave) par rapport au classique mi-la-ré-sol-si-mi grâce à un manche plus long. Elle se situe donc entre la guitare standard et la guitare basse. 
La longueur de son manche autorise une longueur vibrante des cordes plus grande que sur les guitares (26,50" ou 27.50" et même 30" au lieu de 23.5" à 25.5"). Une baryton peut ainsi être accordée plus bas – par exemple en si grave au lieu de mi à partir de la dernière corde, donc si-mi-la-ré-fa#-si (B-E-A-D-F#-B en notation internationale).

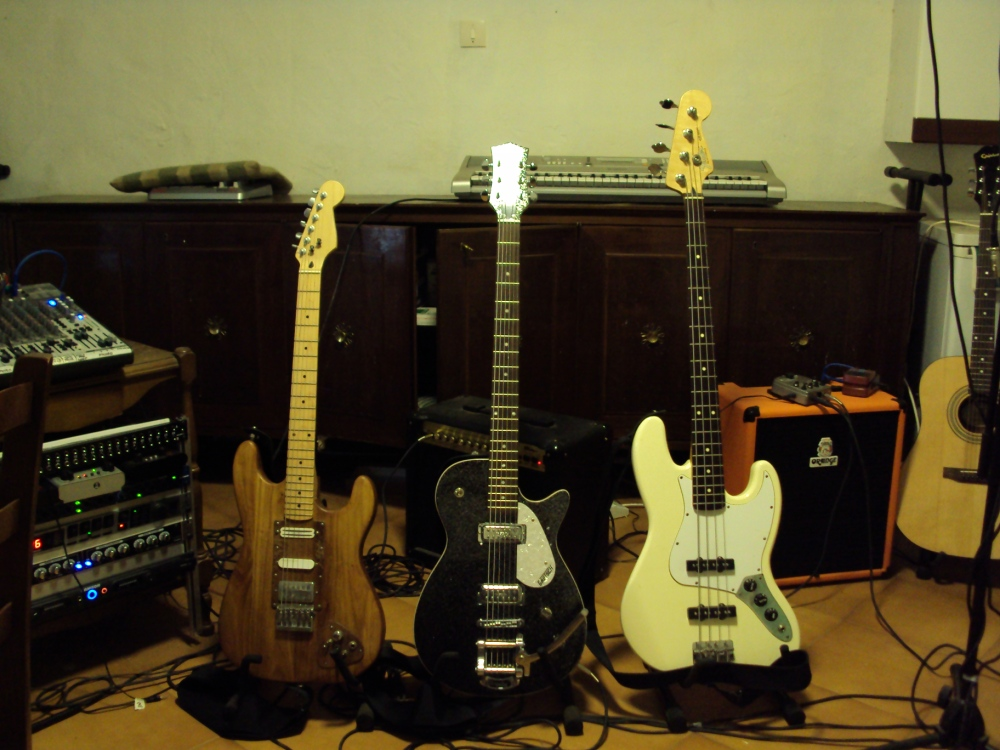
Une guitare électrique standard de type stratocaster avec un diapason de 647 mm (25,5) (gauche), une guitare baryton Gretsch avec un diapason de 756 mm (29,75) et une basse Fender jazz bass (droite) avec un diapason de 863 mm (34).

Les guitares baryton sont principalement utilisées dans le surf rock, la musique country et le metal. Ce sont généralement des guitares électriques, mais on trouve aussi des guitares acoustiques baryton.

## Historique
La première marque ayant commercialisé des guitares électriques baryton est Danelectro, en 1956. Fender suit en 1961 avec la Bass VI, une basse au diapason plus court que les basses électriques classiques, et avec six cordes au lieu de quatre, accordée mi-la-ré-sol-si-mi. Un débat existe pour déterminer ce qui relève de la guitare baryton et ce qui relève de la basse à court diapason, notamment pour la Bass VI.
Dans les années 1960, les guitares baryton trouvent leur clientèle parmi les joueurs de Surf music et sont ensuite utilisées pour leur sonorité particulière, par exemple dans des musiques de films tels que celle de James Bond ou par Ennio Morricone pour les westerns spaghetti, restant toutefois de diffusion assez limitée. Ces guitares doublent en général la ligne de basse, mais l'utilisation d'un médiator et le diapason plus court produit un son beaucoup plus claquant que celui d'une basse.
Les guitares baryton ont trouvé un autre créneau d'utilisation avec le heavy metal à partir des années 1970.

Par ailleurs, la popularité des guitares acoustiques baryton,a augmenté dans les années 2000.

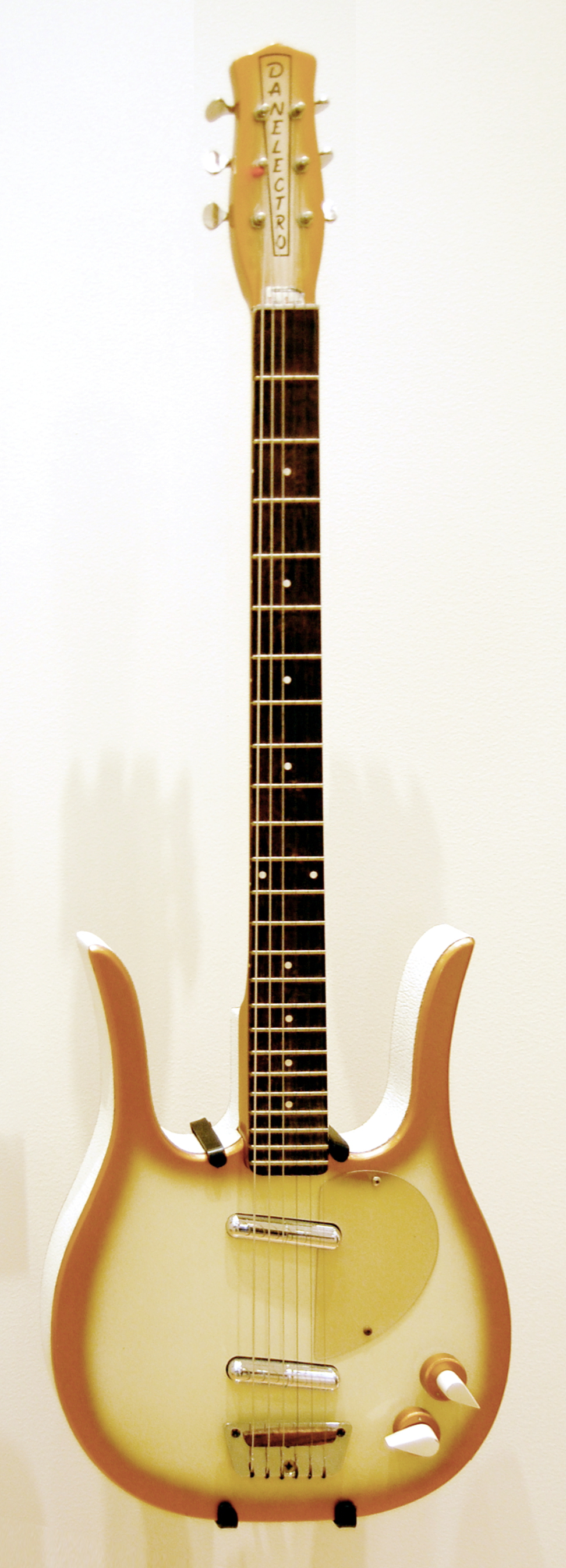
Danelectro Longhorn de 1958.
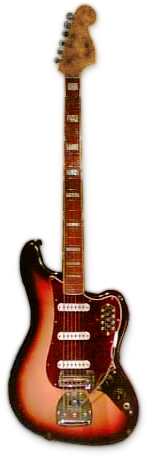
Fender Bass VI, parfois considérée comme une basse à six cordes ou comme une guitare baryton ; accordée une octave plus bas qu'une guitare standard.
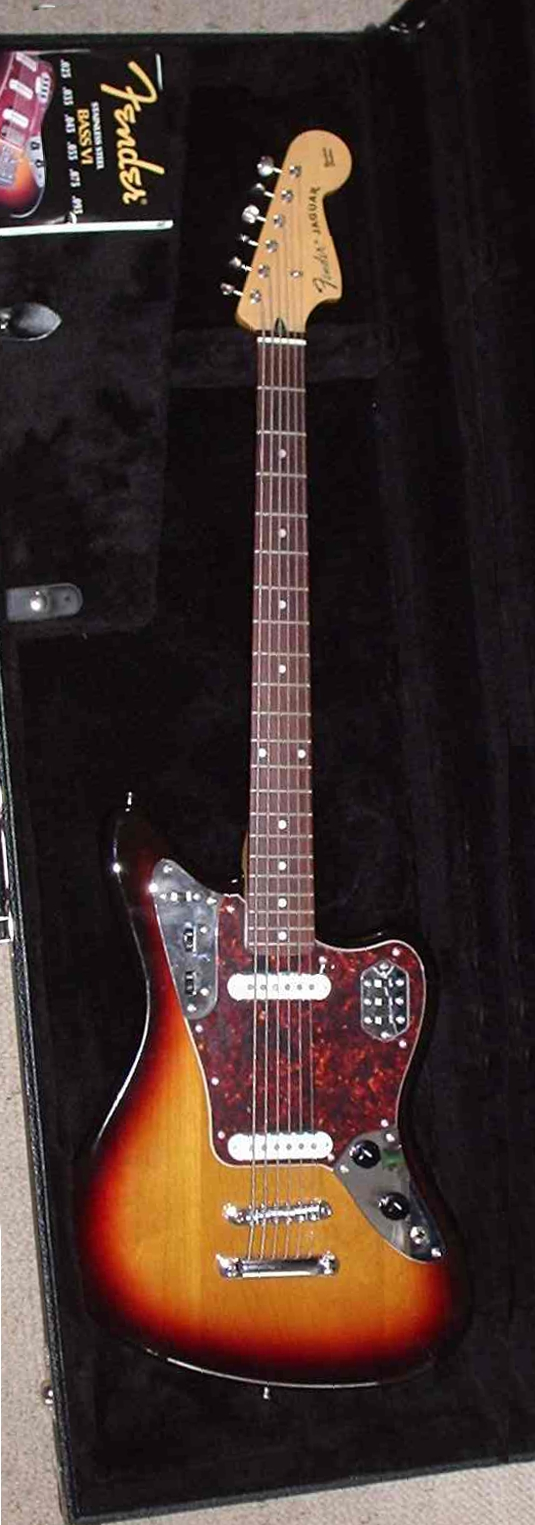
Fender Jaguar baryton de 2005.
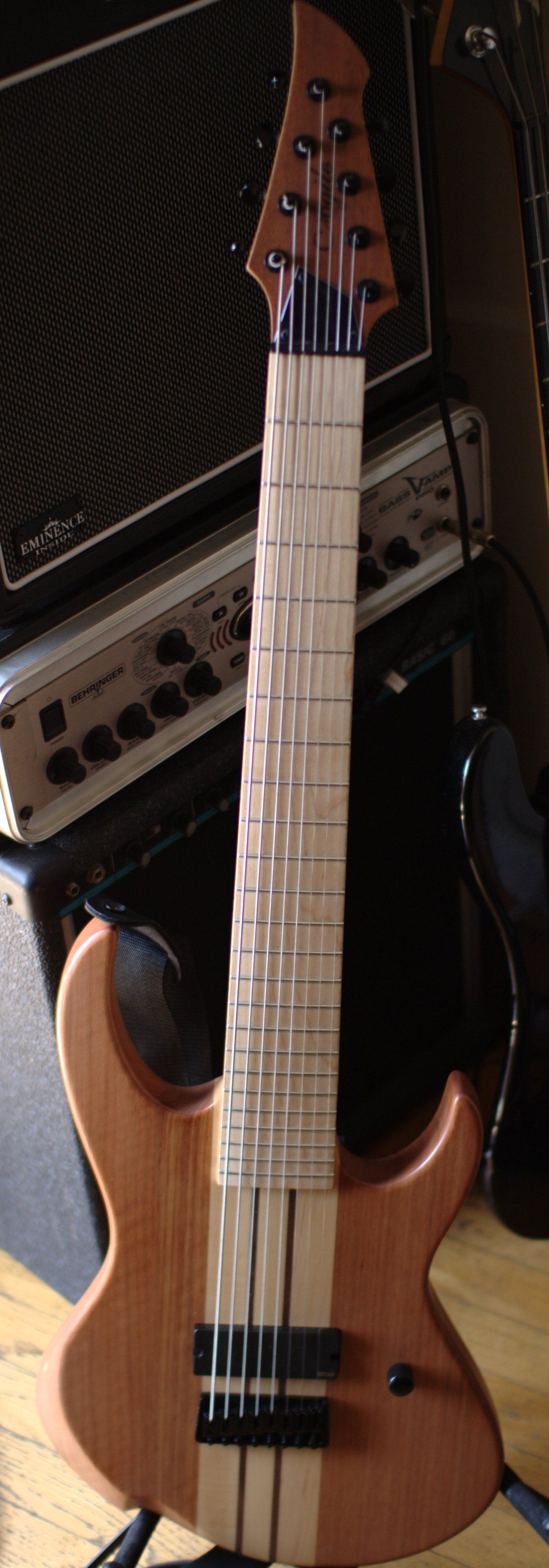
Agile Intrepid Pro 828, guitare huit cordes avec un diapason de 28.6".
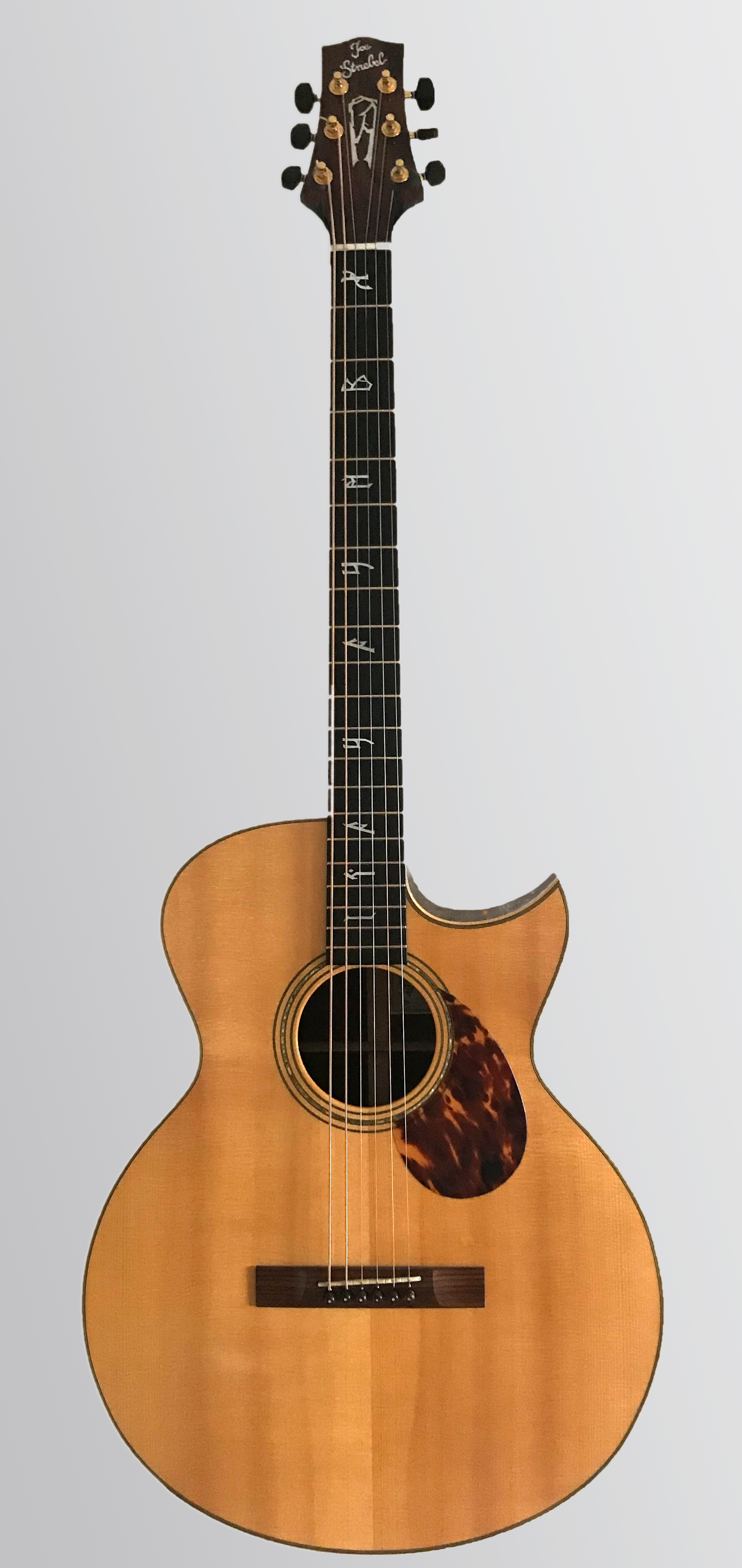
Guitare folk baryton construite par le luthier allemand Johannes Striebel de Wolfratshausen, modèle signature de Peter Autschbach.
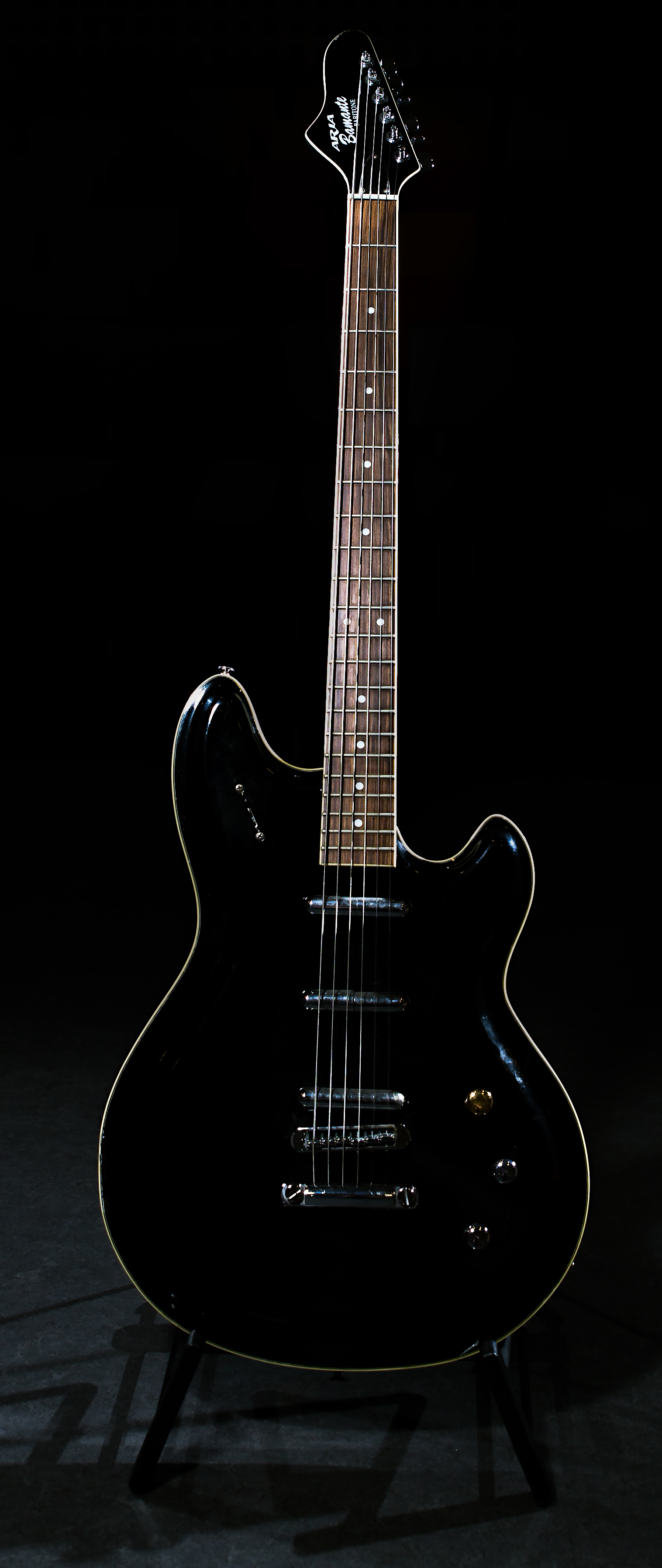
Aria Bamante.
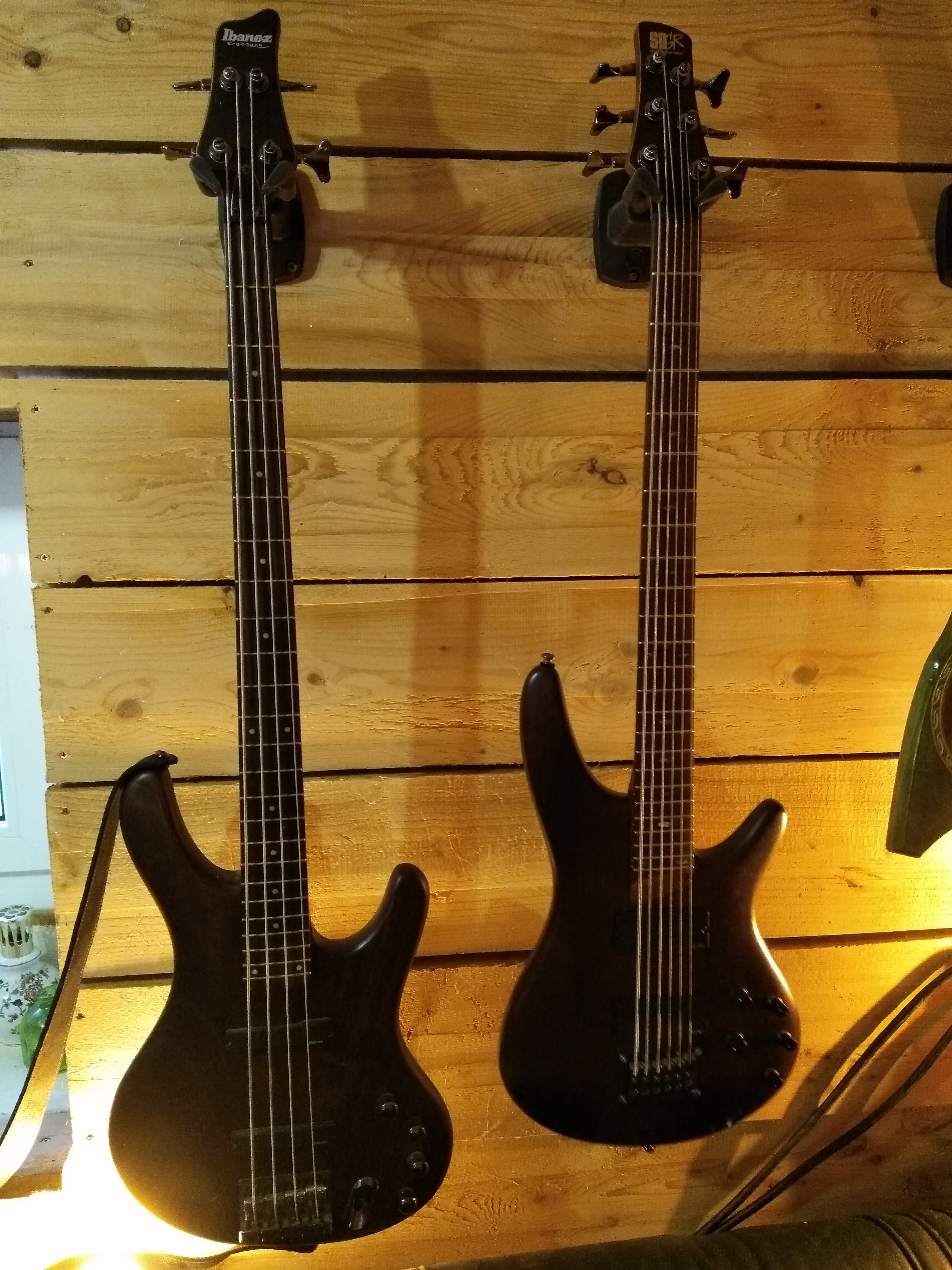
Une basse Ibanez standard (à gauche) et une guitare baryton Ibanez SRC6 (30") à droite.
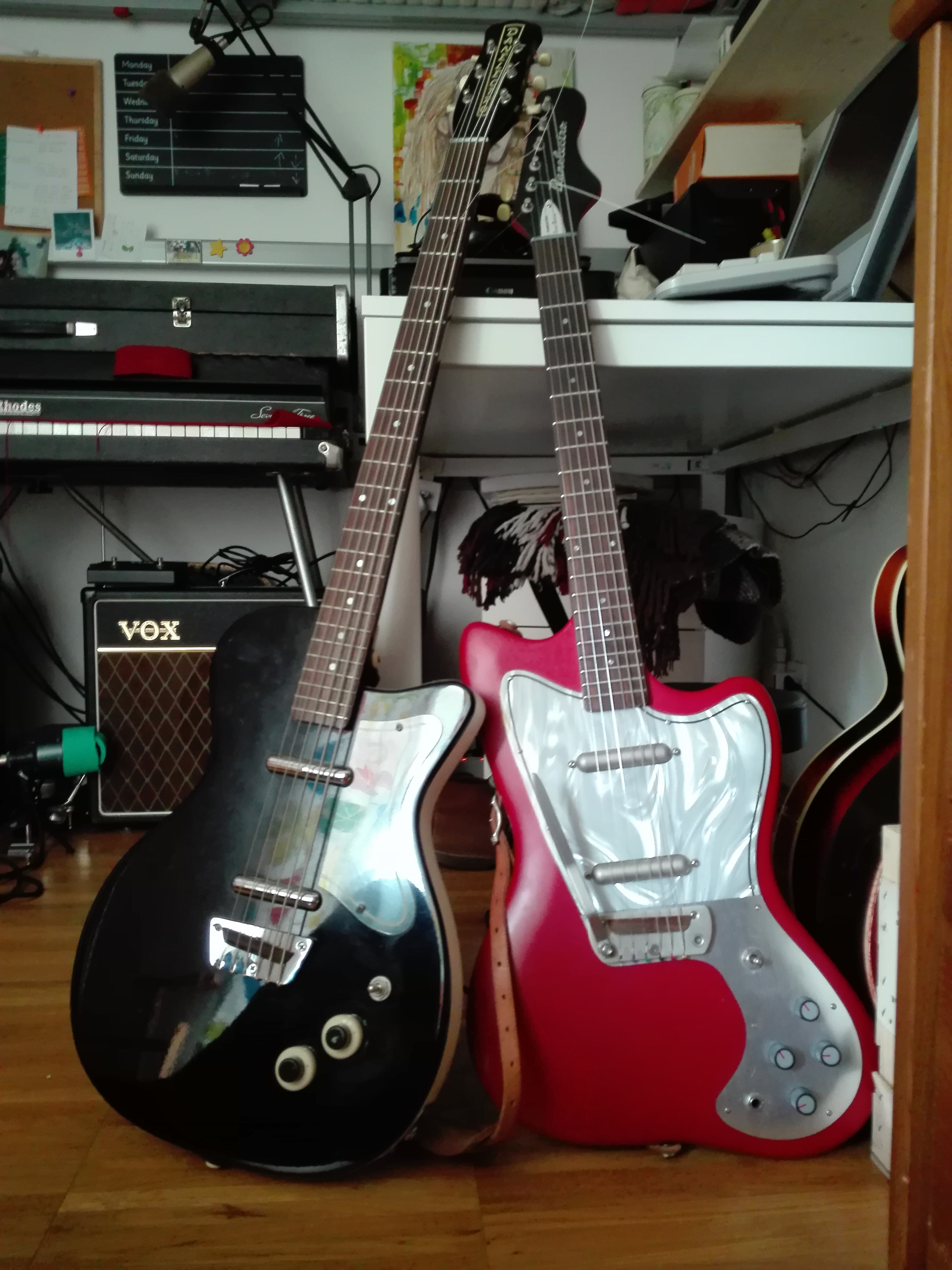
Une guitare baryton Danelectro (gauche) à côté d'une guitare Danelectro de diapason standard (droite).

## La guitare baryton et la sept cordes
- Si vous ne connaissez pas le sujet, laissez ce bandeau (vous pouvez alors contacter les auteurs).
- Si vous supprimez le contenu mis en cause (vous pouvez préalablement contacter les auteurs),

argumentez précisément cette suppression dans la page de discussion
(un manque de référence n'est pas un argument ; une recherche réelle de référence doit avoir été effectuée, être formellement documentée).
Les guitares baryton, à la fois concurrencent, et se démarquent des modèles sept cordes : la corde grave d'une guitare sept cordes peut en effet aussi être accordée en si, retrouvant les mêmes notes qu'une baryton sur ses 6 cordes graves.
La guitare baryton permet en principe d'atteindre le si grave en utilisant un tirant de corde plus faible grâce à une longueur de corde vibrante plus longue. Toutefois, les sept cordes actuelles emploient souvent un tirant de corde usuel, couplé par exemple à un chevalet surélevé, pour réduire les risques de frisure dus à une tension des cordes très faible et conséquemment une amplitude vibratoire plus grande.
D'autre part, la guitare baryton autorise des accordages encore plus graves, ce qui est sa réelle particularité. De fait, ces guitares sont souvent utilisées en metal, où elles jouent bien souvent le rôle de la guitare rythmique complétant le duo basse-batterie aux côtés d'une guitare soliste. Une baryton, même si ce n'est pas sa vocation première, permet d'aller sans défaillir jusqu'à une octave en dessous de l'accordage standard : manche et mécaniques sont adaptés pour à la fois soutenir la tension de tirants de cordes importants et offrir une résonance et une définition des notes satisfaisantes. Plus l'accordage est grave, plus le tirant de corde nécessaire est élevé, pour que la tension exercée reste sensiblement la même afin d'obtenir à la fois un jeu aisé et un timbre précis. Une baryton accordée très grave se rapproche ainsi d'une basse avec une qualité sonore suffisante, la guitare sept cordes restant plus tournée vers la rythmique et les positions d'accords – des groupes comme Meshuggah en sont l'illustration.
Le son typique des Danelectro, le 'twang' ne peut s'obtenir qu'avec une baryton, dont les cordes sont lâches et vibrent longuement dans un espace plus important (lié à une action plus haute). Inversement, une guitare au manche plus court donnera de meilleurs résultats lorsqu’un son plus précis est souhaité (par exemple pour appliquer un gain important avec une distorsion 'moderne') alors que les guitares baryton Danelectro seront mieux exploitées avec un trémolo et une réverbération à ressort.

## Instrumentistes
- Buckethead, sur de très nombreux albums, joue indifféremment guitare et guitare baryton, puis les mixe ensemble.
- Head et Munky (Korn)
- Jean-Paul Roy, avec The Hyènes
- Jimmy Herring, sur les albums Lifeboat (2008) et Subject To Change Without Notice (2012)
- John Petrucci
- Mark Lettieri, guitariste de Snarky Puppy, sur ses albums Deep : The Baritone Sessions, Vol.1 et Vol. 2.
- Michael League, bassiste de Snarky Puppy.
- Michel Cloup, sur son album Notre Silence (2011).
- Pat Metheny, entre autres sur les albums One Quiet Night (2003) et MoonDial (2024)[4].
- Pat Smear, avec les Foo Fighters depuis son retour officiel en 2011.
- Poison Ivy, des Cramps, sur l'album A date with Elvis (1986).
- Robert Smith (The Cure), longtemps utilisateur de la Fender VI (de 1981 à 1989), puis de la Schecter baryton. Le son de The Cure est largement tributaire de cette guitare.
- Serge Teyssot-Gay, avec Zone Libre, sur les albums L'Angle Mort (2009) et Les Contes du Chaos (2011).
- Stephen Carpenter (Deftones)
- Virginie Peitavi
- Pierre Tereygeol, avec les groupes BAABOX, Suzanne, Abysskiss...
- Mateus Asato (en) avec Baritone Riff